# Landscheid (Ortsbezirk)
Landscheid ist der größte und namensgebende Ortsbezirk der Ortsgemeinde Landscheid in Rheinland-Pfalz.

## Geographie
Der Hauptort Landscheid liegt in der Eifel im Tal der Salm.
Zum Ortsbezirk gehören die Wohnplätze Siedlung Auf der Stuf, Hof Hau, Landscheidermühle, Raskop und der Wollscheider-Hof.

Nachbarorte sind die beiden anderen Landscheider Ortsbezirke Burg im Nordosten und Niederkail im Südwesten, sowie die Ortsgemeinden Großlittgen im Norden, Bergweiler im Südosten, Bruch im Süden, Spangdahlem im Westen, Gransdorf, Schwarzenborn und Eisenschmitt im Nordwesten.

## Geschichte
Am 1. Dezember 1975 wurde aus der bis dahin eigenständigen Ortsgemeinde Landscheid mit zu diesem Zeitpunkt 1135 Einwohnern, sowie Burg (Salm) und Niederkail, die neue Ortsgemeinde Landscheid gebildet.

## Politik

### Ortsbezirk
Landscheid ist gemäß Hauptsatzung einer von drei Ortsbezirken der Ortsgemeinde Landscheid und umfasst das Gebiet der ehemaligen Gemeinde. Die Interessen des Ortsbezirks werden durch einen Ortsbeirat und einen Ortsvorsteher vertreten.

### Ortsbeirat
Der Ortsbeirat von Landscheid besteht aus acht Mitgliedern und dem ehrenamtlichen Ortsvorsteher als Vorsitzendem. Die Anzahl der Mitglieder wurde im Oktober 2014 durch Änderung der Hauptsatzung von zuvor sieben angehoben.

### Ortsvorsteher
Andreas Bayer (CDU) ist Ortsvorsteher von Landscheid.

## Kultur und Sehenswürdigkeiten
In der Denkmalliste des Landes Rheinland-Pfalz (Stand: 2025) sind unter anderem folgende Kulturdenkmäler genannt:
- Katholische Pfarrkirche St. Gertrud, fünfachsiger Saalbau (1865), Hauptstraße 90
- Katholische Filialkirche, dreiachsiger Saalbau (wohl erste Hälfte 20. Jahrhundert), in Hof Hau
- Landscheider Mühle, Mühlenwohnhaus (1830)
- Drei Wegekapellen und mehrere Wegkreuze aus dem 17. bis 19. Jahrhundert im Ort und in der Gemarkung

## Wirtschaft und Infrastruktur
Landscheid liegt an der Bundesstraße 50. In nordöstliche Richtung führt sie zur Anschlussstelle der unmittelbar vorbeilaufenden Bundesautobahn 60 (A 60) und in ihrer Verlängerung als Landesstraße 34 nach Burg, in südwestlicher Richtung nach Niederkail und weiter Richtung Bitburg. Die L 60 bindet das nördlich gelegene Großlittgen an.